# Álvaro Recoba
Álvaro Alexander Recoba Rivero (n. 17 martie 1976) este un fost jucător de fotbal uruguayan legitimat la echipa Danubio F.C.. Este un fost component al Uruguayului.